# مستان و همای

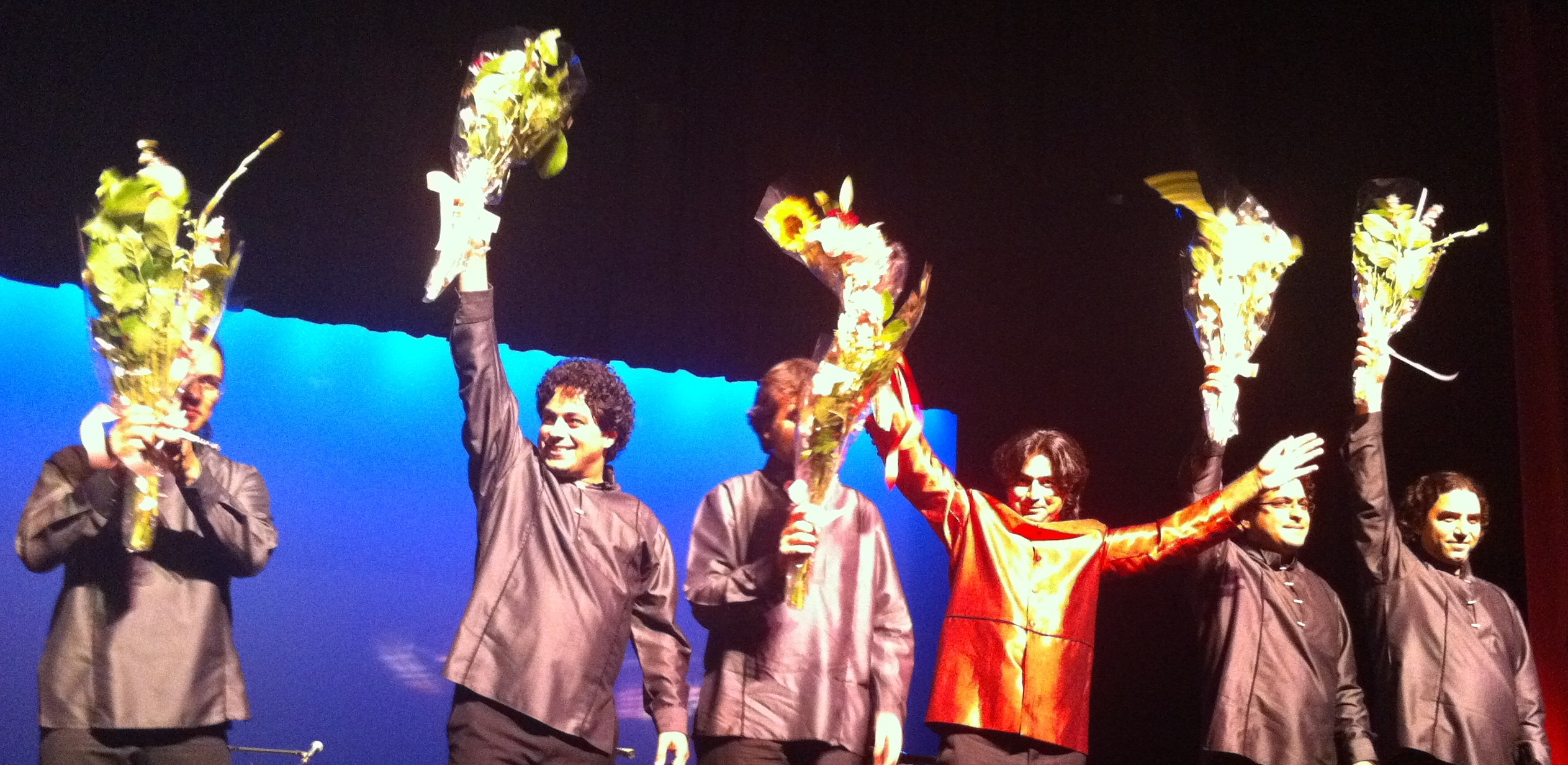
کنسرت گروه مستان و همای در تالار مرکزی دانشگاه بپتیست هیوستون در ایالت تگزاس آمریکا در ۲۰۱۰

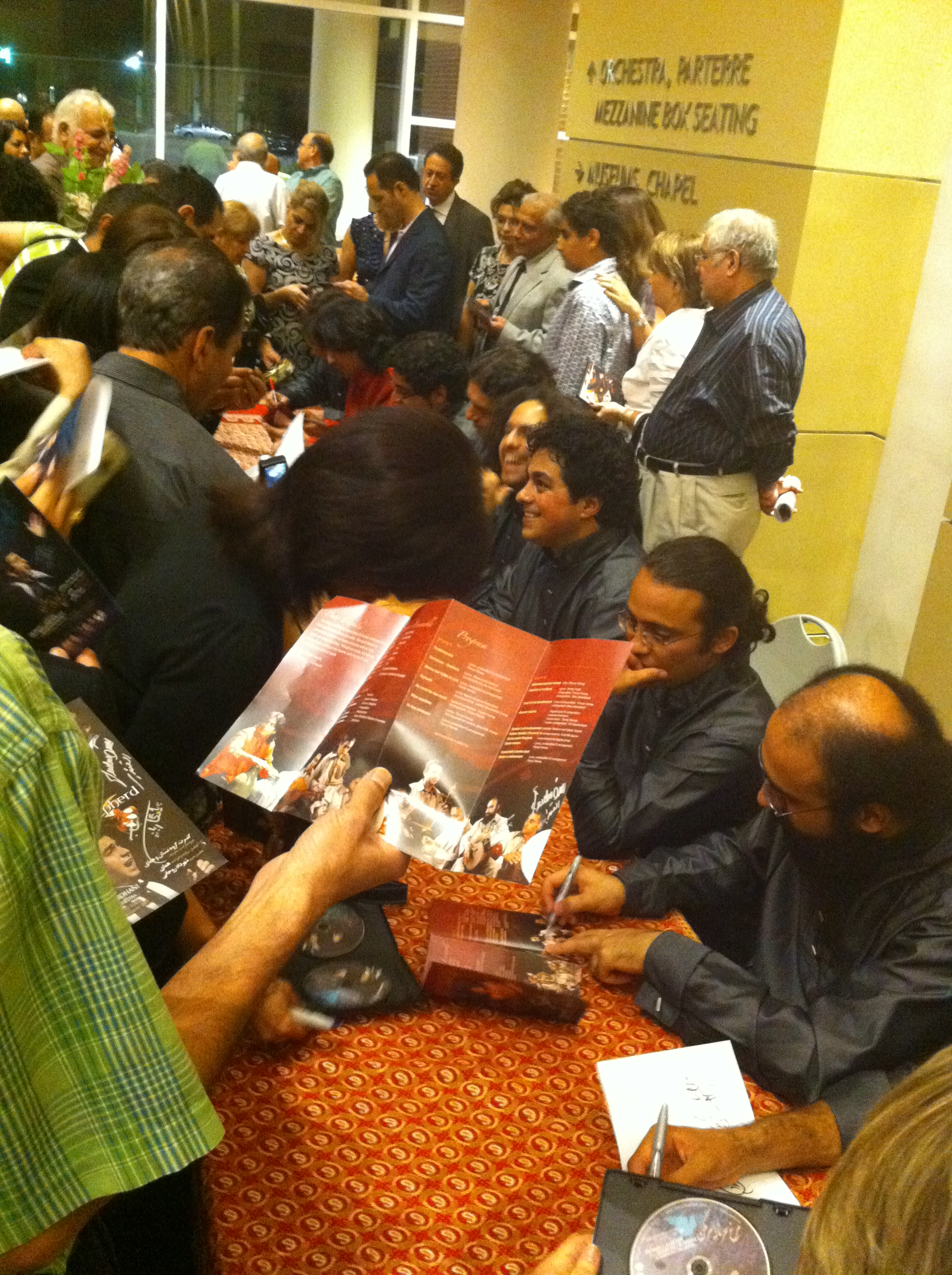
استقبال ایرانیان مقیم آمریکا از اعضای گروه پس از اجرا در شهر هیوستون

مستان و همای نام یک گروه موسیقی سنتی نوگرای ایرانی است.
این گروه تا کنون در شهرها و تالارهای مشهور زیادی در جهان کنسرت اجرا کرده‌اند، از جمله تالار کنسرت والت دیسنی در لس آنجلس، کاخ هنرهای عالی سن فرانسیسکو، مرکز هنرهای نمایشی لینکلن نیویورک، و دانشگاه شیکاگو.
در میان همکاریهای این گروه می‌توان به اپرای موسی و شبان اشاره کرد که همراه شهرداد روحانی در لس آنجلس اجرا شد.

## اعضا
در سال ۲۰۲۴ ۲۰۱۰، اعضای این گروه عبارت بودند از:
- پاشا هنجنی: نی و پیانو
- سینا جهان‌آبادی: کمانچه
- علیرضا مهدیزاده: قیچک
- آزاد میرزاپور: تار
- محمود نوذری: سنتور
- گلناز جمشیدی: سنتور
- محمد امین اکبرپور: بربط
- علی پژوهشگر: بربط
- اسفندیار شاهمیر: دف
- سحاب تربتی: تمبک و کاخون
- پرواز همای: آواز ، سه تار و کوزه
- یلدا عباسی: آواز و دوتار (از سال 2014)
- ارژنگ فرامرزی: تمبک
- متین ایمنی کاشانی:تار